# ناثان ديلفونيسو
ناثان ديلفونيسو (بالإنجليزية: Nathan Delfouneso)‏ (مواليد 2 فبراير 1991 في تيسيلي - إنجلترا) لاعب كرة قدم إنجليزي يلعب حاليا لصالح نادي الدرجة الممتازة أستون فيلا الإنجليزي منذ 2006 في مركز المهاجم .

## روابط خارجية
- ناثان ديلفونيسو على موقع الاتحاد الأوربي (الإنجليزية)
- ناثان ديلفونيسو على موقع إي إس بي إن إف سي (الإنجليزية)
- ناثان ديلفونيسو على موقع قاعدة بيانات كرة القدم.إي يو (الإنجليزية)
- ناثان ديلفونيسو على موقع Soccerbase.com (لاعب) (الإنجليزية)
- ناثان ديلفونيسو على موقع Soccerway.com (الإنجليزية)
- ناثان ديلفونيسو على موقع عالم كرة القدم.نت (الإنجليزية)
- ناثان ديلفونيسو على موقع كووورة
- ناثان ديلفونيسو على موقع AS.com (الإسبانية)